# Marcos Alonso Mendoza
Marcos Alonso Mendoza (Madrid, 1990. december 28. –) spanyol labdarúgó, hátvéd. A La Ligában szereplő Celta Vigo játékosa, és a spanyol válogatott tagja.
A Real Madridban kezdte karrierjét, majd Angliában a Bolton Wanderers csapatában folytatta. Ezt követően Olaszországban a Fiorentina együttesében is megfordult. 2016-ban 23 millió fontért leigazolta őt az angol Chelsea.

## Pályafutása
A Real Madrid akadémiáján nevelkedett, majd itt is lett profi labdarúgó. 2008-ban a Castilla csapatába került és február 22-én az AD Alcorcón ellen bemutatkozott a harmadosztályban. 2010. április 4-én a felnőtt keretben a Racing de Santander ellen Manuel Pellegrini a 90. percben becserélte Gonzalo Higuaín helyére. Ez volt az egyetlen mérkőzés amikor a nagy csapatban pályára lépett.
2010. július 27-én aláírt az angol Bolton Wanderers együtteséhez. Augusztus 24-én debütált a Southampton elleni ligakupa mérkőzésen, amit 1-0-ra nyertek meg. 2011. január 1-jén a Liverpool FC ellen debütált a bajnokságban.
2013 májusában aláírt az olasz Fiorentina klubjához 3 évre. Az Európa-ligában a Grasshopper Club Zürich ellen lépett először pályára, míg a bajnokságban a Catania ellen. Ezt követően Gus Poyet a Sunderland akkori menedzsere 2014-től félévre kölcsönvette a spanyol játékost. Új klubjával a ligakupa-döntőben a Manchester City csapatától 3-1-re kaptak ki.
2016. augusztus 30-án 5 évre írt alá az angol Chelsea csapatába. Szeptember 20-án a Leicester City elleni ligakupa mérkőzésen debütált, majd négy nappal később a bajnokságban az Arsenal ellen debütált. A mérkőzés 55. percében Cesc Fàbregas helyére érkezett. 2017. január 14-én a bajnokságban a címvédő Leicester City ellen Eden Hazard lekészítéséből Alonso talált be a 6. percben. Az 52. percben egy szöglet után kipattanót küldött meg laposan Schmeichel kapuja felé, ami Wes Morgan lábán megpattant így tehetetlen volt a hálóőr. Ez volt az első duplázása a kékek színeiben. 2018. április 14-én a Southampton elleni bajnokin szabálytalankodott Longgal szemben, amiért, bár a játékvezető nem állította ki, hárommeccses eltiltást kapott. 2019-ben a Bakui Európa Liga döntőben nem lépett pályára az Arsenal ellen, de tagja volt annak a keretnek, amely végül megnyerte a tornát. A végeredmény 4-1 lett a Chelsea javára.

### Barcelona
2022. szeptember 2-án az FC Barcelona leigazolta, miután a Chelsea-vel felbontották szerződését.
Szeptember 6-án mutatták be hivatalosan, és írta alá egyéves szerződését.
Négy nappal később lépett pályára először a Barca színében, idegenbeli környezetben a Cádiz elleni 0–4-s bajnoki 78. percében.
Három nap múlva, lépett pályára első alkalommal kezdőként, és végigjátszotta a Bayern München elleni 2–0-s idegenbeli bl mérkőzést.
November 1-jén szerezte első találatát, a BL-csoportkör utolsó mérkőzésén; a Viktoria Plzeň vendégeként, a 2–4-s találkozó első gólját lőtte a 6. percben.

### Celta Vigo
2024. augusztus 28-án aláírt a Celta Vigo csapatához.

## Válogatott
Tagja volt a spanyol U19-es labdarúgó-válogatottnak, amely a 2009-es U19-es labdarúgó-Európa-bajnokságon részt vett.

## Sikerei, díjai
- Sunderland
  - Angol ligakupa döntő: 2013-14
- ACF Fiorentina
  - Olasz kupa döntő: 2013-14

Chelsea
- Premier League bajnok: 2016–17
- FA-kupa: döntős 2017
- FA Community Shield: döntős 2017
- Carabao Kupa: döntős 2018/19
- Európa-liga győztes: 2018/19

Egyéni
- Premier League az év csapatának tagja (PFA):2017–2018[22][23]

## Statisztika
2022. október 05-i állapot szerint.
| Klub                 | Szezon           | Bajnokság          | Bajnokság | Bajnokság | Kupa  | Kupa  | Ligakupa | Ligakupa | Európai | Európai | Egyéb | Egyéb | Összes | Összes |
| Klub                 | Szezon           | Liga               | Mérk.     | Gólok     | Mérk. | Gólok | Mérk.    | Gólok    | Mérk.   | Gólok   | Mérk. | Gólok | Mérk.  | Gólok  |
| -------------------- | ---------------- | ------------------ | --------- | --------- | ----- | ----- | -------- | -------- | ------- | ------- | ----- | ----- | ------ | ------ |
| Real Madrid Castilla | 2008–09          | Segunda División B | 11        | 0         | —     | —     | —        | —        | —       | —       | —     | —     | 11     | 0      |
| Real Madrid Castilla | 2009–10          | Segunda División B | 28        | 3         | —     | —     | —        | —        | —       | —       | —     | —     | 28     | 3      |
| Real Madrid Castilla | Összesen         | Összesen           | 39        | 3         | —     | —     | —        | —        | —       | —       | —     | —     | 39     | 3      |
| Real Madrid          | 2009–10          | La Liga            | 1         | 0         | 0     | 0     | —        | —        | 0       | 0       | 0     | 0     | 1      | 0      |
| Real Madrid          | Összesen         | Összesen           | 1         | 0         | 0     | 0     | 0        | 0        | 0       | 0       | 0     | 0     | 1      | 0      |
| Bolton Wanderers     | 2010–11          | Premier League     | 4         | 0         | 3     | 0     | 2        | 0        | —       | —       | —     | —     | 9      | 0      |
| Bolton Wanderers     | 2011–12          | Premier League     | 5         | 1         | 1     | 0     | 1        | 0        | —       | —       | —     | —     | 7      | 1      |
| Bolton Wanderers     | 2012–13          | Championship       | 26        | 4         | 3     | 0     | 1        | 0        | —       | —       | —     | —     | 30     | 4      |
| Bolton Wanderers     | Összesen         | Összesen           | 35        | 5         | 7     | 0     | 4        | 0        | —       | —       | —     | —     | 46     | 5      |
| Fiorentina           | 2013–14          | Serie A            | 3         | 0         | 0     | 0     | —        | —        | 6       | 0       | —     | —     | 9      | 0      |
| Fiorentina           | 2014–15          | Serie A            | 22        | 1         | 3     | 0     | —        | —        | 10      | 1       | —     | —     | 35     | 2      |
| Fiorentina           | 2015–16          | Serie A            | 31        | 3         | 1     | 0     | —        | —        | 7       | 0       | —     | —     | 39     | 3      |
| Fiorentina           | 2016–17          | Serie A            | 2         | 0         | 0     | 0     | —        | —        | 0       | 0       | —     | —     | 2      | 0      |
| Fiorentina           | Összesen         | Összesen           | 58        | 4         | 4     | 0     | —        | —        | 23      | 1       | —     | —     | 85     | 5      |
| Sunderland (kölcsön) | 2013–14          | Premier League     | 16        | 0         | 1     | 0     | 3        | 0        | —       | —       | —     | —     | 20     | 0      |
| Sunderland (kölcsön) | Összesen         | Összesen           | 16        | 0         | 1     | 0     | 3        | 0        | 0       | 0       | 0     | 0     | 20     | 0      |
| Chelsea              | 2016–17          | Premier League     | 31        | 6         | 3     | 0     | 1        | 0        | —       | —       | —     | —     | 35     | 6      |
| Chelsea              | 2017–18          | Premier League     | 33        | 7         | 3     | 1     | 2        | 0        | 7       | 0       | 1     | 0     | 46     | 8      |
| Chelsea              | 2018–19          | Premier League     | 31        | 2         | 2     | 0     | 1        | 0        | 4       | 2       | 1     | 0     | 39     | 4      |
| Chelsea              | 2019–20          | Premier League     | 18        | 4         | 4     | 0     | 2        | 0        | 5       | 0       | 0     | 0     | 29     | 4      |
| Chelsea              | 2020–21          | Premier League     | 13        | 2         | 2     | 0     | 0        | 0        | 2       | 0       | —     | —     | 17     | 2      |
| Chelsea              | 2021–22          | Premier League     | 28        | 4         | 3     | 1     | 5        | 0        | 8       | 0       | 2     | 0     | 46     | 5      |
| Chelsea              | Összesen         | Összesen           | 154       | 25        | 17    | 2     | 11       | 0        | 26      | 2       | 4     | 0     | 212    | 29     |
| Barcelona            | 2022–23          | La Liga            | 1         | 0         | 0     | 0     | —        | —        | 2       | 0       | 0     | 0     | 3      | 0      |
| Barcelona            | Összesen         | Összesen           | 1         | 0         | 0     | 0     | —        | —        | 2       | 0       | 0     | 0     | 3      | 0      |
| KARRIER ÖSSZESEN     | KARRIER ÖSSZESEN | KARRIER ÖSSZESEN   | 304       | 37        | 29    | 2     | 18       | 0        | 51      | 3       | 4     | 0     | 406    | 42     |

1. 1 2 3 4  Mérkőzése(i) az Európa Ligában
2. 1 2 3 4 5  Mérkőzése(i) a Bajnokok Ligájában
3. 1 2  Mérkőzése(i) a FA Community Shield
4. ↑  Mérkőzése(i) az UEFA Szuperkupában: 1, és a Klubvilágbajnokságon: 1.